# Tre glada tokar
Tre glada tokar är en svensk komedifilm från 1942 i regi av Hugo Bolander. I huvudrollerna ses Elof Ahrle, Nils Poppe och John Botvid.

## Handling
Rudolf är förlovad, men ägnar sig ändå åt nöjen och förälskelser. Hans betjänt John får ofta ställa till rätta det som Rudolf hittar på. En dag byter Rudolf jobb med en misslyckad dammsugarförsäljare för att få möjlighet att spåra en kvinna han blivit intresserad av. Det visar sig att Rudolf är en utmärkt försäljare och affärerna går lysande. En dag lyckas han att spåra henne. När han besöker hennes hem tas han för den inhyrda hovmästaren till familjens fest. Rudolf spelar med eftersom han nu får chansen att träffa kvinnan. Det blir komplicerat när det visar sig att hans fästmö och hennes mamma är bjudna till festen.

## Om filmen
Filmen är inspelad på senhösten 1941 i Centrumateljéerna och på Skansen. Den hade premiär den 16 februari 1942 och är barntillåten. Filmen har även visats på SVT och TV4.

## Rollista
- Elof Ahrle - direktör Rudolf Trane
- Nils Poppe - Brutus Rhuter, misslyckad dammsugaragent
- John Botvid - John, Rudolfs betjänt
- Inga-Bodil Vetterlund - Greta Drake, Rudolfs fästmö
- Solveig Hedengran - Marianne Ek
- Viran Rydkvist - fru Mimmi Drake, Gretas mor
- Margot Ryding - fru Anna Ek, Mariannes mor
- Julia Cæsar - fru Nilsson, portvakt
- Carl Hagman - poliskommissarie Birke
- Åke Engfeldt - Ivar Ström, Mariannes fästman
- Elvin Ottoson - Lund, dammsugardirektör, Rhuters chef
- Emil Fjellström - Lediga Johan, mannen som Brutus demonstrerar en dammsugare för
- Douglas Håge - personalchef Bergner
- David Erikson - cigarrhandlaren
- Rolf Botvid - poliskonstapel Bergström

### Ej krediterade
- Hanny Schedin - gäst på Mariannes födelsedagsfest
- Nina Scenna - gäst på Mariannes födelsedagsfest
- Signe Lundberg-Settergren - gäst på Mariannes födelsedagsfest
- John Melin - gäst på Mariannes födelsedagsfest
- Olle Ek - gäst på Mariannes födelsedagsfest
- Gunnel Wadner - gäst på Mariannes födelsedagsfest
- Helge Kihlberg - kamrern, gäst på Mariannes födelsedagsfest
- Ann-Margret Bergendahl - gäst på Mariannes födelsedagsfest
- Otto Adelby - gäst på Mariannes födelsedagsfest
- Edvard Danielsson - gäst på Mariannes födelsedagsfest
- Thorbjörn Widell - gäst på Mariannes födelsedagsfest
- Wilma Malmlöf - fru som inte vill köpa dammsugare
- Millan Olsson - fru som vill köpa dammsugare
- Greta Stave - kassörskan på kontoret
- Gun-Britt Öhrström - Maj-Lis, den lilla flickan
- Svea Holst - Maj-Lis mamma
- John Norrman - den gamle mannen i filmens inledning
- Eva Sachtleben - kvinnan med papegoja i telefon
- Gustaf Jakobsson - dammsugarförsäljare hos personalchefen
- Oscar Heurlin - dammsugarförsäljare hos personalchefen
- Karl-Arne Bergman - dammsugarförsäljare hos personalchefen
- Greta Tegnér - gäst på skidrestaurangen
- Britta Holmberg - gäst på skidrestaurangen
- Wiange Törnkvist - bråkig gäst på skidrestaurangen
- Gösta Bodin - hovmästare från Mattjänst

## Musik i filmen
- Gubben Noak, instrumental
- Blå ögon som förgätmigej, musik Kai Gullmar, text Gus Morris, sång Elof Ahrle
- Det tummar vi på, musik Kai Gullmar, text Gus Morris, sång Elof Ahrle, Nils Poppe och John Botvid
- Tyrolervals, musik Sven Rüno, instrumental
- Fröken, får jag bli er skridskoprins, musik Kai Gullmar, text Gus Morris, sång Elof Ahrle och Solveig Hedengran
- Hör oss, Svea, text och musik Gunnar Wennerberg
- En liten fågel satt en gång, sång Elof Ahrle och Nils Poppe
- Vicke, vicke snack, vicke snack, musik Kai Gullmar, text Gus Morris, sång Elof Ahrle, Nils Poppe och John Botvid
- Så kär, så kär, musik Kai Gullmar, text Gus Morris
- Jeanita, musik Sven Rüno, instrumental
- Vårsång, musik Gustav Bernadotte, text Herman Sätherberg, sång Elof Ahrle, Nils Poppe och John Botvid
- 'O sole mio!, musik Edoardo Di Capua, sång Nils Poppe (här med ny text)
- Hurra va' ja' ä' bra, musik Jules Sylvain, text Karl Gerhard, sång Nils Poppe, John Botvid och Elof Ahrle